# قطعنامه ۹۲۰ شورای امنیت
قطعنامه ۹۲۰ شورای امنیت سازمان ملل متحد که در تاریخ ۲۶ مه ۱۹۹۴ تصویب شد، سندی بین‌المللی دربارهٔ وضعیت در السالوادور است. این قطعنامه طی نشست ۳۳۸۱ام با ۱۵ رای موافق، ۰ مخالف و ۰ ممتنع تصویب شد.